# 浦間茶臼山古墳
浦間茶臼山古墳（うらまちゃうすやまこふん）は、岡山県岡山市東区浦間にある古墳。形状は前方後円墳である。国の史跡に指定されている。

## 概要
古墳時代前期の3世紀末に築造されたと考えられている。古代吉備最古の大型前方後円墳の一つである。全長は約138mで、前方部は長さ約61m、後円部は径約81m・高さ約13.8m。前方部は畑として開墾され、現在は桜が植えられて公園となっている。後円部は竹藪と北側に墓地がある。古墳の東側と南側には住宅団地が迫っている。古墳は本来の姿から変形しており規模は推測の域を出ない。前方部が北東を向き頂部は後円部頂部より約4m低くなっている。前方後円墳としては最古の形式であり、奈良県桜井市にある箸墓古墳の約二分の一の規模で形が酷似しているとの指摘もある。
後円部は3段となっていることが確認できる。頂部は平坦であり中央に乱掘坑が残っている。前方部は前述のように畑として削平されているため何段になっていたのか不明である。墳丘には角礫による葺石が確認されており、都月型円筒埴輪の破片が採取されている。
1988年に近藤義郎を団長に発掘調査が行われた。後円部の乱掘坑を掘り下げると、深さ2.5mの位置に板状の安山岩を積み重ねた内法の長さ7m・幅1.2mの竪穴式石室が検出された。この安山岩の石材は、香川県北部または備讃瀬戸の島から採取されたものと推測されている。
石室の上部は破損していた。赤色顔料が含まれた粘土が敷かれた床部から、割竹形木棺が納められていたと推測されている。明治時代に盗掘され副葬品は概ね持ち去られていた。しかし、細線式獣帯鏡片、銅鏃・鉄鏃・鉄刀・鉄剣など武器類、鎌・鋤先など農具類、鉄のみ・鉄斧など工具類、ヤスなど漁具類が出土した。

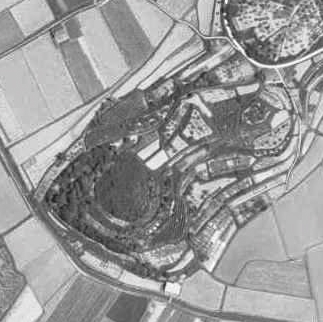
1961年当時の浦間茶臼山古墳。

前方部の南東に陪塚と思われる大型の円墳があったが宅地造成の際に破壊されている。

## 造営時期
奈良県桜井市の箸墓古墳、京都府木津川市の椿井大塚山古墳、奈良県天理市の黒塚古墳などとともに出現期古墳と総称される。なお、浦間茶臼山古墳、黒塚古墳、椿井大塚山古墳は箸墓古墳のちょうど2分の1に企画された前方後円墳である可能性が高いと考えられている。

## 画像

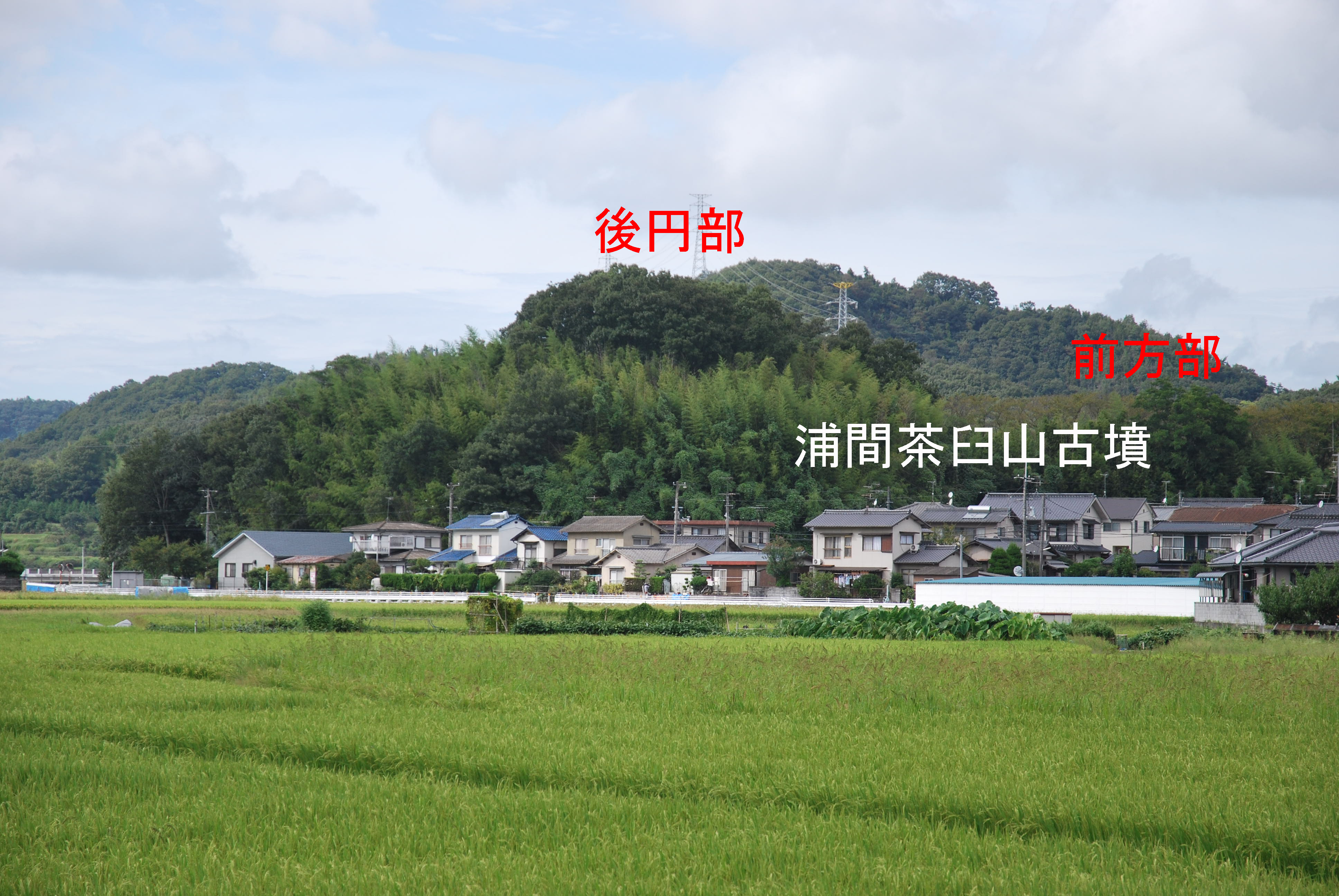
全景
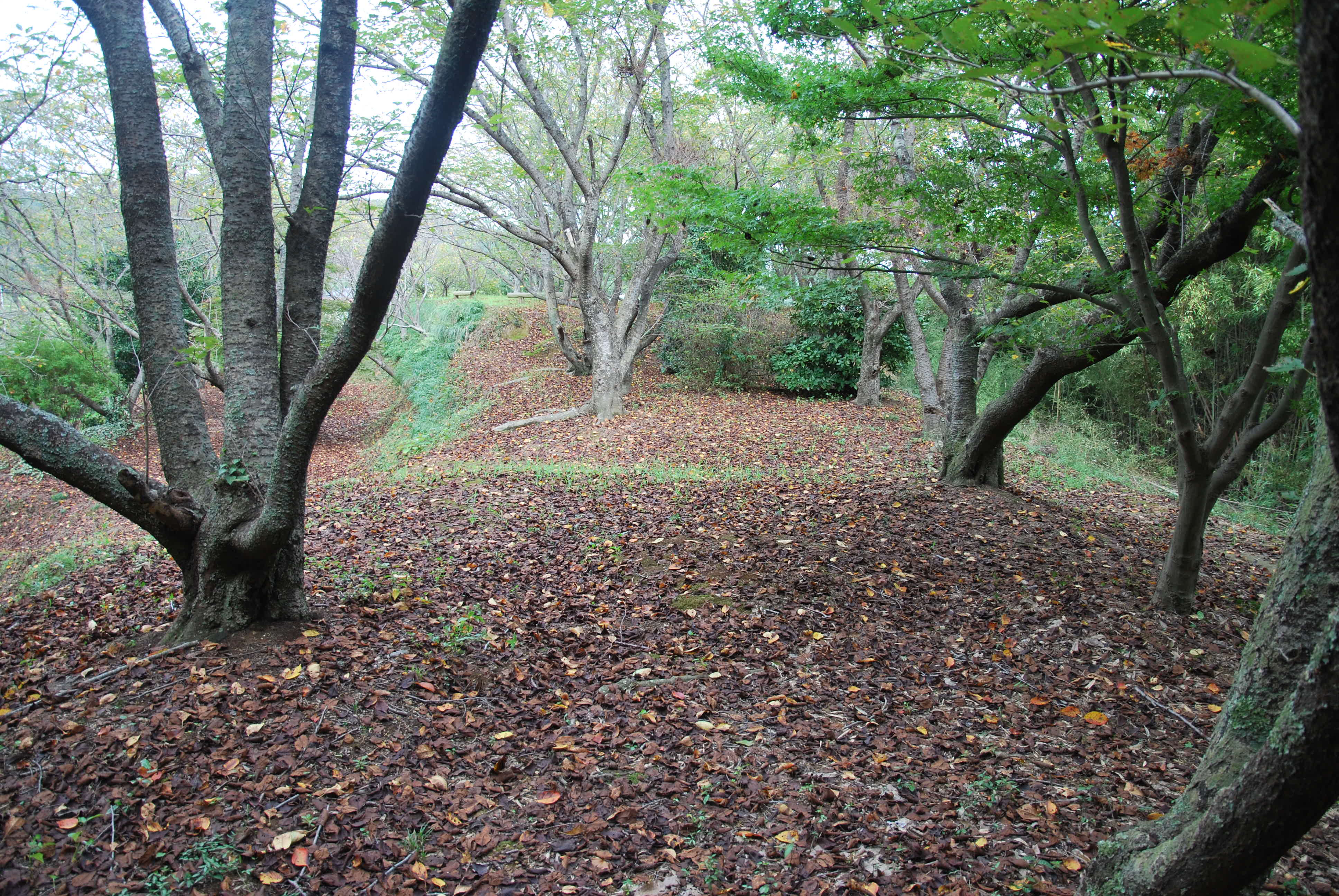
前方部
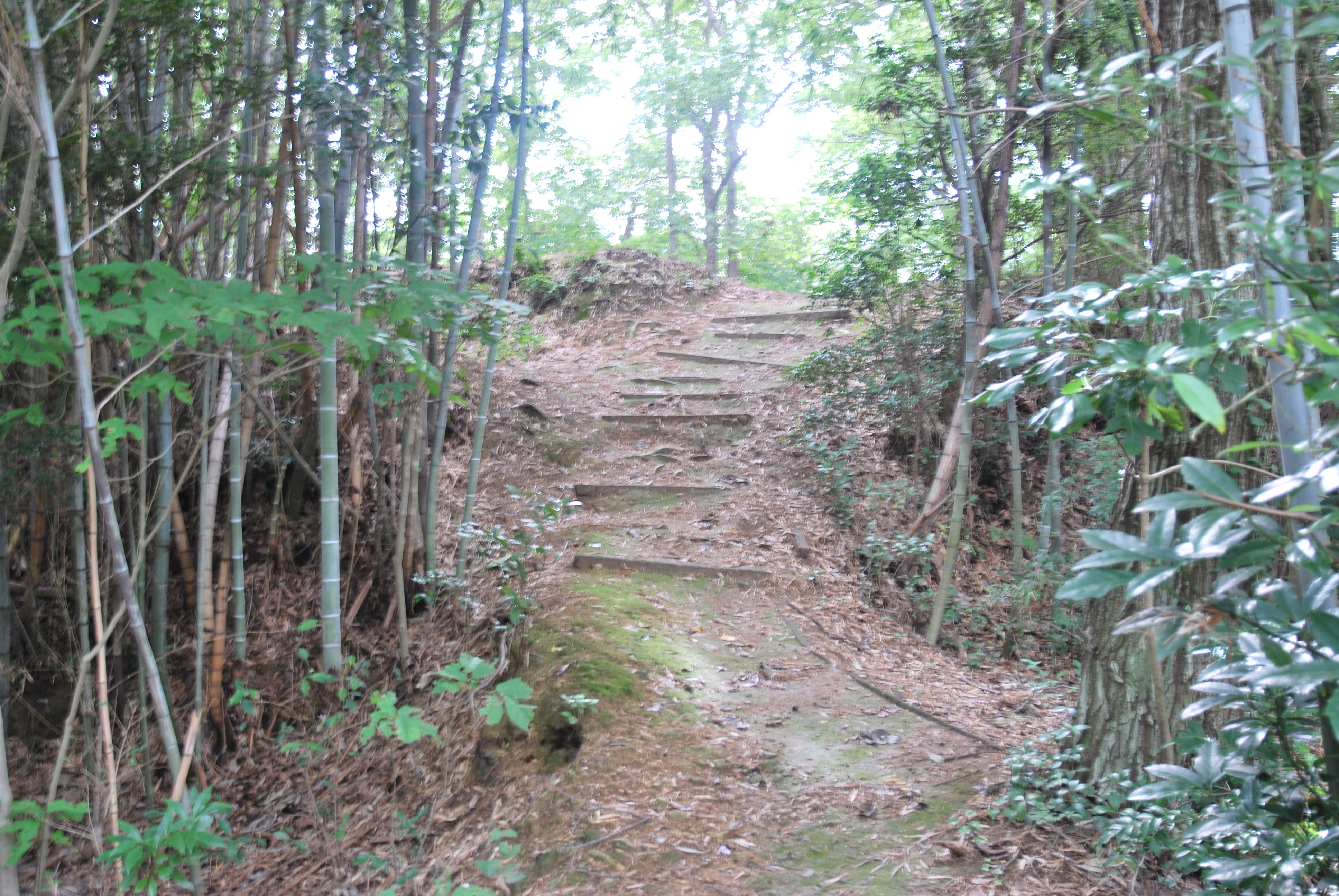
後円部
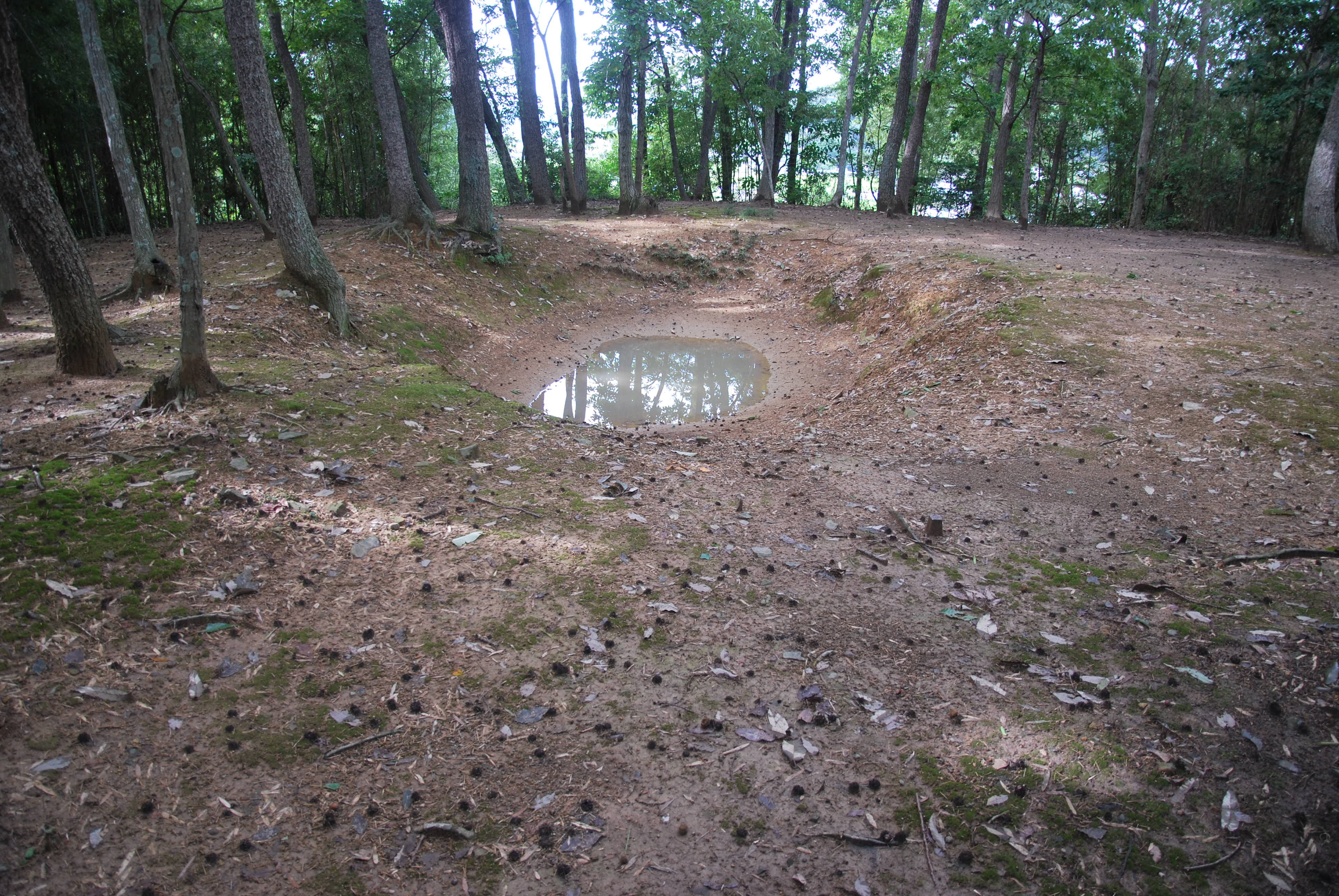
後円部の乱掘坑